# Heidmark

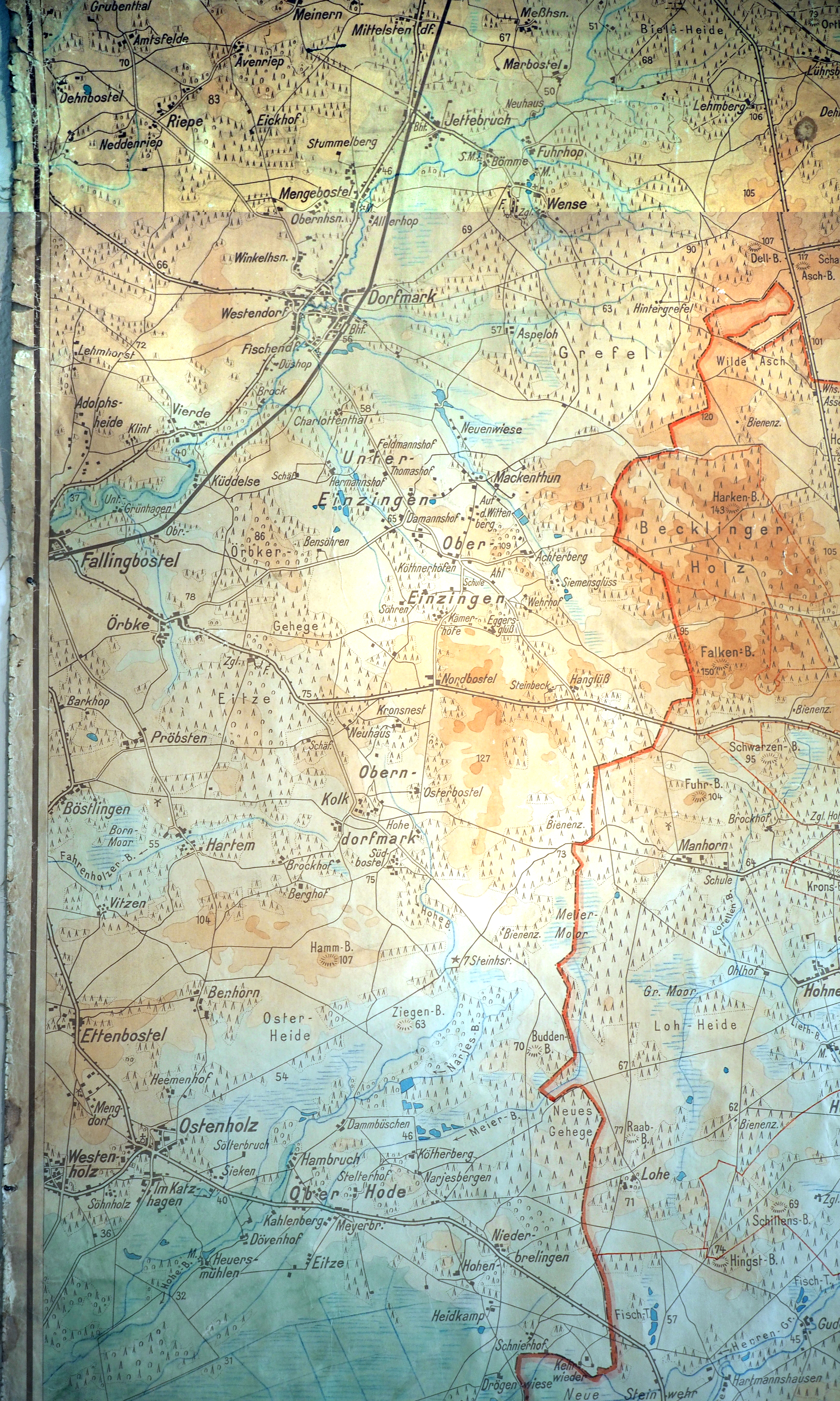
Historische Karte der Ostheidmark

Als die  Heidmark werden zwei historische Landschaften im Westteil und am Ostrand der südlichen Lüneburger Heide bezeichnet.
Das eine Gebiet, die Fallingbosteler Heidmark in der westlichen Südheide, umfasst annähernd das Einzugsgebiet der mittleren Böhme und wird oft mit dem Gebiet der früheren Amtsvogtei Fallingbostel gleichgesetzt. Die Böhme teilt das Gebiet in die Westheidmark, zu der sich auch noch Visselhövede und Neuenkirchen zugehörig fühlen, und die Ostheidmark oder auch Hohe Heidmark, die das Gebiet zwischen dem Böhmetal und der Falkenberg-Endmoräne (westlich von Bergen) umfasst.
Das andere Gebiet liegt in der östlichen Südheide und entspricht ungefähr dem nördlichen Landkreis Gifhorn (ehemaliges Amt Isenhagen) zu beiden Seiten des Flusses Ise. Es grenzt im Osten an Sachsen-Anhalt.
Im Sprachgebrauch der letzten Jahrzehnte wird der Begriff Heidmark oftmals auf die Ostheidmark zwischen Bad Fallingbostel, Soltau und Bergen eingeschränkt, in enger Assoziation mit der dortigen besonderen Problematik. Für die Einrichtung eines großen Truppenübungsplatzes seitens der Wehrmacht ist die Hohe Heidmark seit 1935/1936 fast vollständig entsiedelt worden und seither militärisches Sperrgebiet. Der heutige Truppenübungsplatz Bergen gilt als der größte Truppenübungsplatz Europas.

## Die Fallingbosteler Heidmark
Die Gebietsbezeichnung Heytmarke taucht zuerst im Schatzregister der Großvogtei Celle von 1438 auf. Sie bestand aus den Kirchspielen Fallingbostel, Dorfmark, Meinerdingen und Düshorn einschließlich Ostenholz und gehörte zur Amtsvogtei Fallingbostel. Für das Kirchspiel Soltau erscheint die Bezeichnung Heidmark zuerst für 1520 im Geldregister des Klosters Walsrode. 1667 werden auch die Einwohner der Amtsvogtei Fallingbostel im Ahldener Erbregister als „Heidmärker“ bezeichnet. Heute bezieht sich der Sprachgebrauch in seinem weiteren Sinne auf den ehemaligen Kreis Fallingbostel nördlich der Aller.

### Geschichte der Ostheidmark
Bäuerliche Zeit bis zur Zwangsumsiedlung
Die Menschen der Gegend um die Sieben Steinhäuser und den Falkenberg hatten im Dreißigjährigen Krieg viel zu leiden, besonders in den Dörfern, die an den Heerstraßen lagen. Das Leben der Bauern wurde lange Zeit von der Schnuckenhaltung bestimmt, sowie von Zuverdiensten als Wanderarbeiter (Hollandgänger). Die Schaf- und Heidschnuckenhaltung rückte erst im Verlaufe des 19. Jahrhunderts in den Hintergrund, als durch die Erfindung des Kunstdüngers aus Heideland mit lehmigen Sandböden Äcker kultiviert werden konnten, die ärmeren Böden mit Nadelhölzern aufgeforstet wurden und sich so das gesamte Landschaftsbild änderte. Die Aufforstungen werden nach und nach zu Mischwäldern umstrukturiert. Viele Mühlen sorgten in der Ostheidmark für wirtschaftlichen Aufschwung. An die Stelle der Selbstversorgungs-Wirtschaft trat die Marktversorgung mit Getreide und Früchten. Das entwickelte Handwerkswesen hatte in Oerbke einen Schwerpunkt mit zahlreichen Berufszweigen. In der Heidmark ließen sich neben den Bauern- und Gutsfamilien auch Kaufleute nieder, die Guts- und Herrenhäuser errichteten. Von diesen herrschaftlichen Gebäuden sind noch zahlreiche erhalten. Es gab mehrere kleine Dorfschulen und viele Vereine. Die Ortschaften und Höfe gehörten den umliegenden Kirchspielen Bad Fallingbostel, Dorfmark, Düshorn, Ostenholz und Bergen an.
Mit der zwangsweisen Umsiedlung 1935 bis 1938 im Zuge der Errichtung des Truppenübungsplatzes für die Wehrmacht endet die Geschichte dieser Kulturlandschaft.

#### Zerstörung der Ostheidmark in der Zeit des Nationalsozialismus

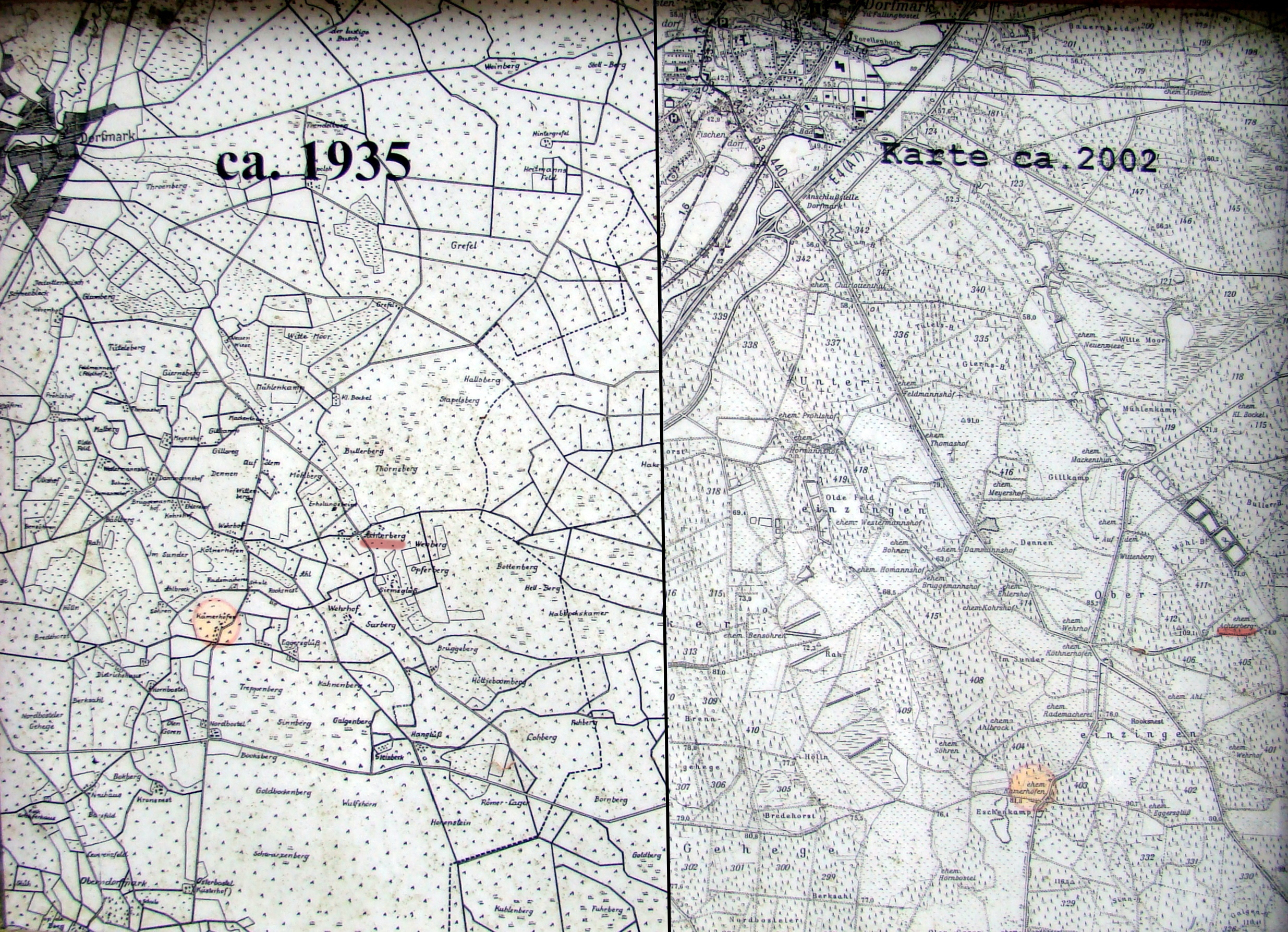
Karten aus den Jahren 1935 und 2002

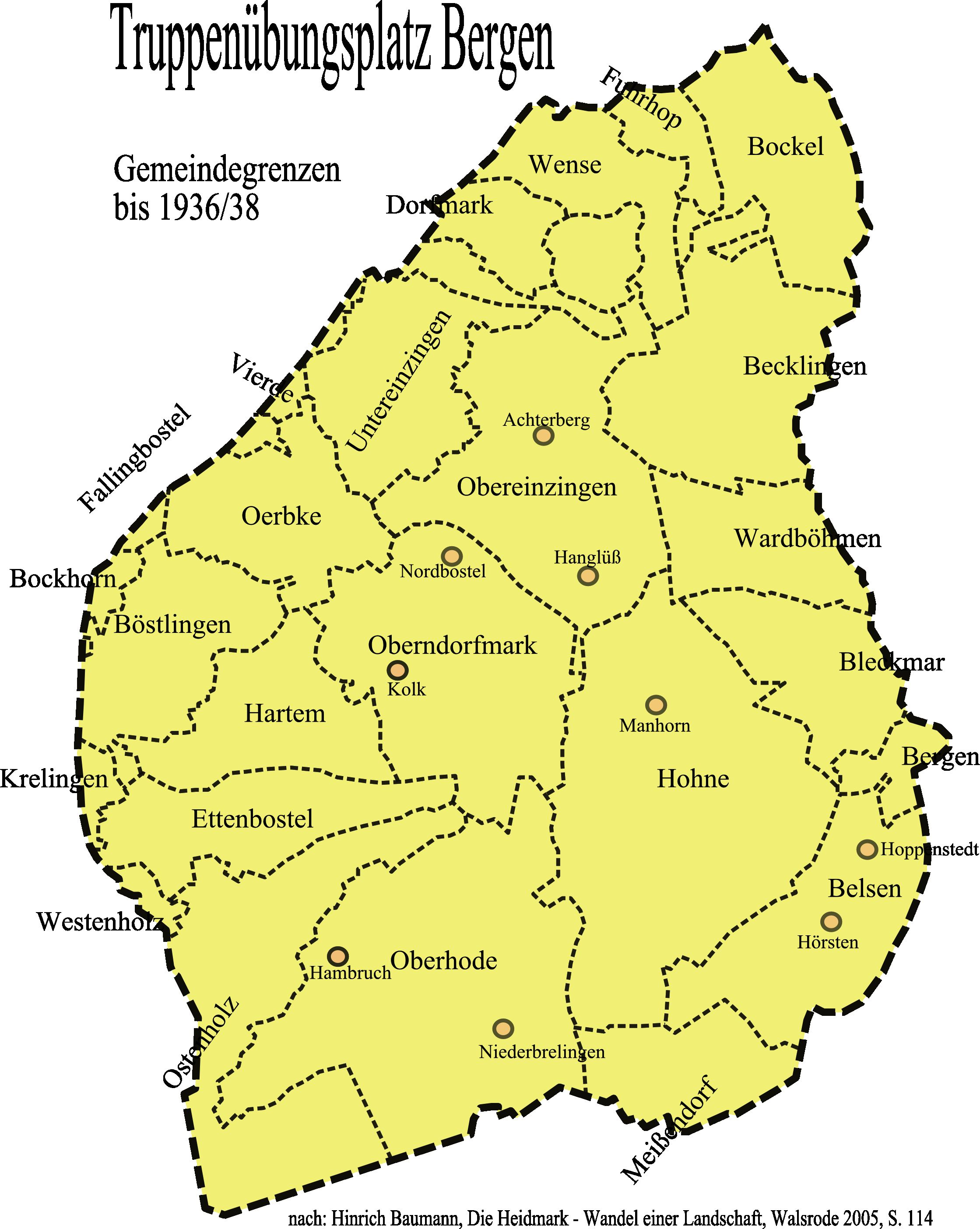
Karte der ehemaligen Dörfer auf dem Truppenübungsplatz Bergen

In der Zeit des Nationalsozialismus erreichte am 15. September 1934 die Kunde von der Errichtung eines Truppenübungsplatzes die Bauern der Ostheidmark. Eine „Umsiedlung“ der ortsansässigen Bevölkerung stand an. Am 1. Oktober 1934 versammelten sich die von der Umsiedlung betroffenen Bauern am Platz Sieben Steinhäuser zu Beratungen. Eine dort gewählte Abordnung fuhr noch am gleichen Tag nach Goslar, um dem Reichsbauernführer die Bedenken am folgenden Tag vorzutragen. Das geschah auch, aber ohne Erfolg. Am 18. März 1935 fuhren dann mehr als achtzig Bauern der Ostheidmark nach Berlin, um Gewissheit über ihre und ihrer Höfe Zukunft zu erlangen. Auch diese Fahrt führte die Bauern nicht zu dem von ihnen gewünschten Erfolg. Sie hatten sich damit abzufinden, ihre seit Jahrhunderten angestammte Heimat zu verlassen.
So wurden gezwungenermaßen Verkaufsverhandlungen über den Besitz geführt und neue Höfe gesucht. Unter anderem verschwanden die Orte Deil, Hörsten, Hoppenstedt, Hohne, Hohnerode, Manhorn, Lohe, Gudehausen,  Ettenbostel, Oberndorfmark, Oberhode, Benhorn, Hartem, Fahrenholz, Böstlingen, Pröbsten, Kolk, Südbostel, Nordbostel, Obereinzingen, Untereinzingen, Achterberg, Wense (Osterheide) und Teile von  Oerbke, Ostenholz, Becklingen, Bleckmar, Wardböhmen und Hasselhorst von der Landkarte. Das traditionelle Land der Heidebauern wurde Militärgelände.

#### Die Ostheidmark heute

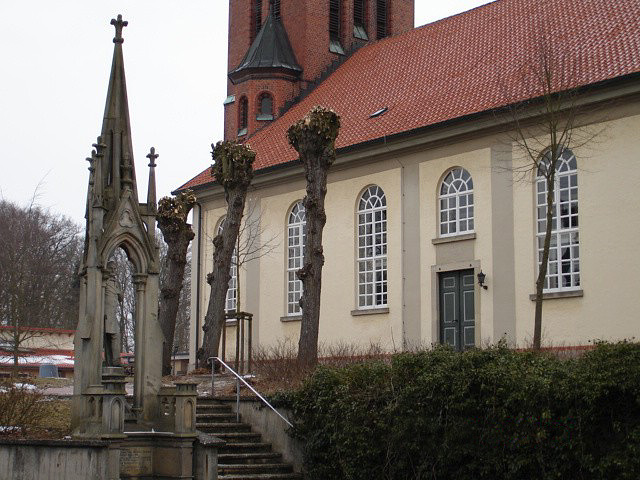
Denkmal für Heinrich von Quintus Icilius (1864)

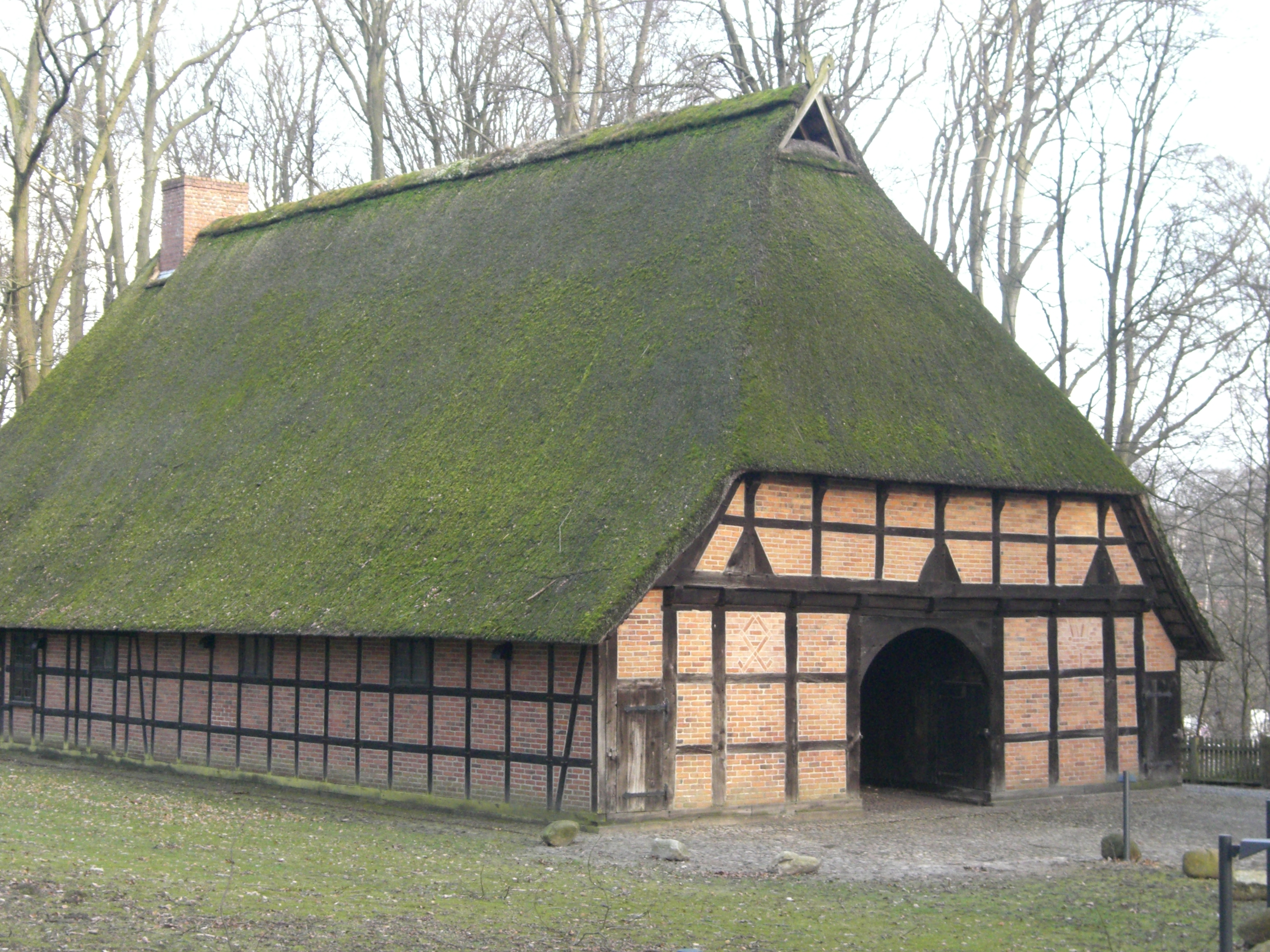
„Hof der Heidmark“ ein Zweiständerhaus von 1642, ehemals der „Bookholts Hof“ aus dem Ort Kolk, ehemalige Gemeinde Oberndorfmark, Osterheide

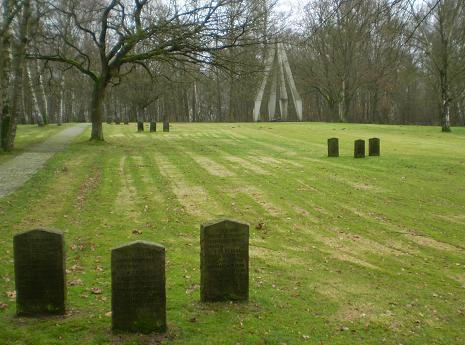
Friedhof der Namenlosen

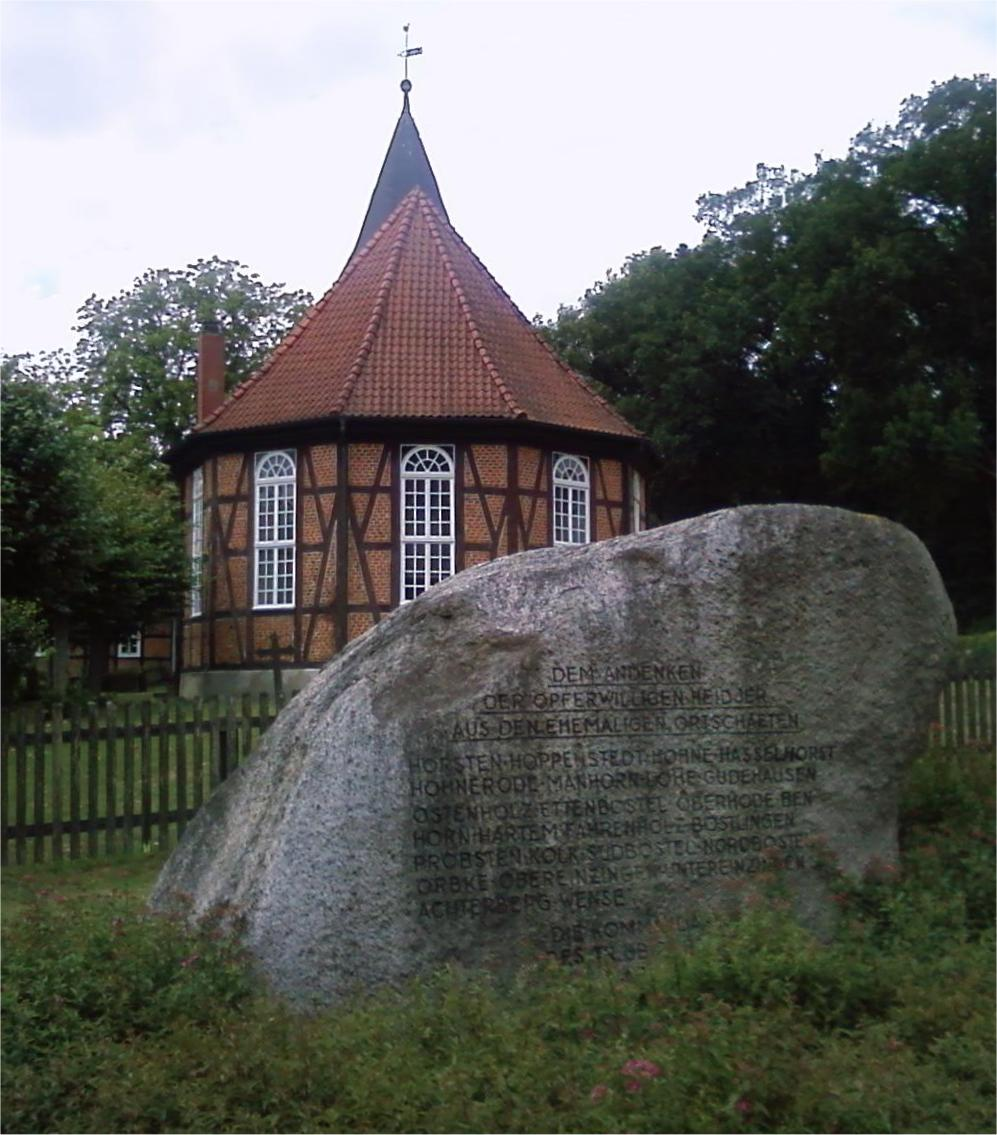
Hoher Stein in Ostenholz

Der überwiegende Teil der Heidmark ist gesperrt, weil sich hier der größte Truppenübungsplatz Europas befindet. Zwar hat sich die urwüchsige Heidelandschaft erhalten, aber durch die militärische Nutzung anfallende Schwermetalle wie Cadmium und Quecksilber sowie auslaufendes Öl belasten die Umwelt stark und gefährden die Tier und Pflanzenwelt. Es werden gelegentlich Führungen über das militärische Übungsgelände organisiert. In den verbliebenen Dörfern und Städten hat sich ein reger Tourismus entwickelt, der von „Ferien auf dem Bauernhof“ bis hin zur Kur in Bad Fallingbostel reicht.
2013 hat sich die Initiative Biosphärengebiet Hohe Heidmark in Bad Fallingbostel gegründet mit dem Ziel, das Gebiet des NATO-Truppenübungsplatzes in ein Biosphärengebiet umzuwandeln und somit der Bevölkerung und einem umfassenderen Naturschutz zu öffnen.

### Der einstige Kulturraum der Ostheidmark
Landwirtschaft
In der Heidmark wurden neben der Heidebauernwirtschaft mit der Heidschnuckenhaltung, die leichteren Böden auch landwirtschaftlich genutzt. Noch bis Mitte des 19. Jahrhunderts wurden hauptsächlich der Schafmist, Heidplaggen und Heidestreu als Dünger genutzt. Die schweren Böden, wie beispielsweise die Lehmböden von Untereinzingen,  waren im Frühjahr und Herbst so nass, dass sie mit den Gespannen nicht befahren werden konnten. Entwässerungsanlagen gab es seinerzeit noch nicht. Nur die trockenen höheren Flächen von Oerbke, Hartem und Ostenholz wurden landwirtschaftlich genutzt. Auf den anderen schweren Böden stand überwiegend Wald. Hauptsächlich Roggen und Buchweizen wurden angebaut, oft mehrere Jahre hintereinander auf dem gleichen Acker. Um 1780 wurden erstmals Kartoffeln in der Heidmark gepflanzt, überwiegend für den Eigenbedarf. Eine Änderung trat ein, als Anfang des 19. Jahrhunderts erstmals der Mergel aufkam. In Mengebostel wurde eine Mergelgrube entdeckt. Die Erträge nahmen merklich zu und Gerste, Weißhafer, Sommerweizen und Erbsen konnten jetzt angebaut werden. Mitte des 19. Jahrhunderts kamen noch andere Kunstdünger wie Guano, Knochenmehl, Thomasschlacke, Kainit und Chilesalpeter auf. Zusätzlich kam die Gründüngung mit Serradella und Lupinen hinzu. Um 1860 wurden dann die ersten Maschinen in der Landwirtschaft eingesetzt. Dadurch konnten die Ernteerträge, auch auf den kargen Heideböden, enorm gesteigert werden. Aus den großen Heideflächen, die früher für die Heidschnuckenherden unentbehrlich waren, wurden jetzt, insbesondere aus den lehmigen Sandböden, großteils Ackerflächen. Aus manchen anmoorigen Flächen wurden Weiden. Die planmäßige Aufforstung der Heideflächen, in erster Linie mit Kiefern, setzte um 1865 ein. Der Buchweizenanbau ging stark zurück. Dafür setzte ein ausgedehnter Kartoffelanbau und etwa ab 1880 eine gesteigerte Schweinemast und Schweinezucht ein.
Wiesenmahd
Den Heidebauern mangelte es an Wiesen und Weiden. Um ihr wirtschaftliches Überleben zu sichern, hatten sie, mindestens seit der Erwähnung in einem Erbregister von 1667, weit von ihren Höfen entfernt liegende Weiden im Krelinger Bruch erworben. Zur Mähzeit verweilte man solange in dieser grünlandreichen Niederung, bis das Heu trocken war. Diese Bruchzeit konnte länger als zwei Wochen dauern.
Die Hollandgänger schulterten, urkundlich nachweislich seit 1786, ihre Sensen und begaben sich im Mai auf den Fußmarsch nach Holland, um dort für Lohn zu mähen. Die meisten dieser Hollandgänger waren Häuslinge und auf diesen Zuverdienst angewiesen. Nach 1850 ebbte das „Hollandgehen“ allmählich ab (letzte Erwähnung im Jahre 1865).
Jagd
Neben der Herrschaft (Herzog) war in alter Zeit der Adel in der Heidmark jagdberechtigt. Die Hauptjagdberechtigten in der Heidmark waren die von der Wense und die von Hodenberg.
Im Erbregister 1667 heißt es: „Sonst haben die von der Wense in ihrem freien Tannenholz Rot- und Schwarzwild zu schießen und zu fällen hergebracht, wo selbst aber auch die gnädigste Herrschaft nicht ausgeschlossen wird. So mögen sie auch so weit ihre Gerechtigkeit und Herkommen ist, die Strickjagd gebrauchen. Die von Hodenberg zur Hudemühlen sind in ihrem eigenen Gehölze Rot- und Schwarzwild zu fällen berechtigt, in der Amtsvogtei Fallingbostel aber nur mit der Strickjagd, sofern ihre Gerechtigkeit hält. Und mögen bei ihren Meyers Ablager halten und sich also jährlich zweimal der Jagd bedienen als einmal bei Grase (zwischen Ostern und Johanni) und einmal bei Strohe (zwischen Michaelis und Weihnachten), welches den anderen mehr vom Adel, die ihre Meyer allhier haben, wenn sie Jagden halten, hergebracht.“
Die Bauern waren nicht nur nicht jagdberechtigt, sie mussten auch noch sogenanntes „Jagdgeld“ dafür bezahlen, dass man sie durch die Jagd vor Wildschaden bewahrte. Die Bauern der Heidmark, denen die Jagd „als altes Ahnenerbe im Blut steckte“, wie es in einer Überlieferung heißt, hielten sich schadlos. Sie wilderten, wann immer es ihnen möglich war. Die Wilderei diente gleichzeitig dem Schutz der eigenen Felder vor Wildschäden und unter anderem zum Begleichen von Schulden in ortsansässigen Gasthäusern. Das galt als ungeschriebenes Recht und nicht als Sünde. Dennoch hatten die Gendarme die Wilddiebe zu verfolgen und den Gerichten zu überführen. Das geschah aufgrund der Abgelegenheit der staatlichen Wälder sowie des adeligen Besitzes jedoch nur mit geringem Erfolg.

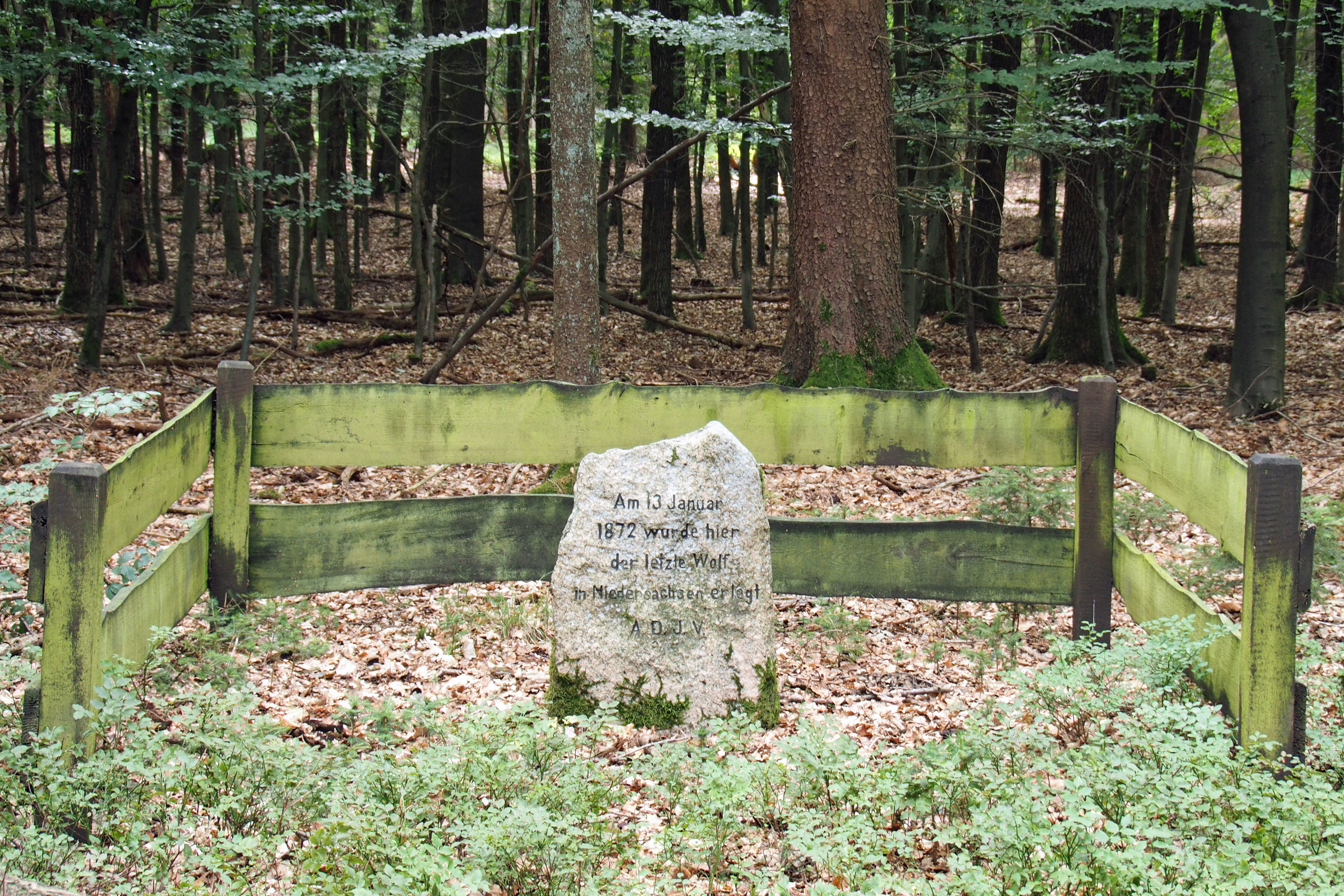
Wolfsstein im Becklinger Holz

Am östlichen Rand der Ostheidmark, in dem Forst „Becklinger Holz“, wurde am 13. Januar 1872 der seinerzeit letzte Wolf in Niedersachsen geschossen. Schütze war der Förster H. Grünewald aus Wardböhmen, ehemals ein Leibjäger von König Georg V. von Hannover, dem letzten König von Hannover. Er erhielt dafür eine Prämie von zehn Talern und ein Jagdgewehr. Der erlegte Wolf war ein sehr alter Rüde. Zur Erinnerung an dieses Ereignis wurde 1892 dort ein Wolfsstein aufgestellt.
Rechtswesen
Überliefert ist, dass Goding (Gogerichte) und Holting (Holzgerichte) in Dorfmark, Fallingbostel, Ostenholz und beim Heidhof gehalten wurde. Beim Heidhof soll auch nach Art der Femegerichte geurteilt worden sein. Die letzte Hinrichtung in der Heidmark war laut mündlicher Überlieferung im Jahre 1777 (die Akten darüber waren 1784 bei einem Brand vernichtet wurden).
Eine Art eigener Gerichtsbarkeit übte die Bauerschaft lange Zeit selbst aus. Sie pfändete das Vieh, das auf fremder Gerichtsbarkeit Flurschaden anrichtete. Es gab eine Zeit, da erhielten jene, die Strafsachen zur Anzeige brachten, bis zur Hälfte des Strafgeldes. So gab es dann auch entsprechend viele Anzeigen. Geklagt wurde viel und oft, meistens ging es um Wege-, Wasser- und Weidegerechtigkeiten. In vielen Bauernhäusern illustrierte dies eine alte Lithographie mit einer Kuh, die vom einen Bauern bei den Hörnern gefasst ist und vom anderen am Schwanz, aber vom darunter sitzenden Anwalt gemolken wird. Sie enthält die Verse:
Ihr Leut, laßt’s Klagen sein

Es bringt euch nimmermehr was ein

Verloren geht bald Kalb und Kuh

Samt Haus und Hof auch ihr dazu

Wie ihr es hier im Bild’ könnt seh’n

Zwei streitend gegenüber stehen

Indessen melkt in guter Ruh

Der Advokat die fette Kuh.
Der älteste Sohn erbte zumeist den Hof. Erstgeborene Tochter zu sein, führte nur dann zum Hoferbe, wenn kein männlicher Erbe in der Familie vorhanden war.
Kirchengemeinden
Bereits eine Urkunde des Kaisers Otto III. vom 7. Mai 986 dokumentiert Kirchen und Klöster in Walsrode und Ahlden. Die Kirche zu Dorfmark wurde erstmals im Jahre 1006 genannt. Die übrigen Kirchengemeinden sind zwar urkundlich erst später nachgewiesen, zum Beispiel Schwarmstedt 1221, Düshorn 1230, Meinerdingen 1269 und Bierde im 15. Jahrhundert, sollen aber weit vorher bestanden haben.
Die Reformation erlebten die Bewohner der Heidmark unter dem Herzog Ernst dem Bekenner, der sich früh der lutherischen Lehre angeschlossen hatte.
Schulwesen
Nach der lutherischen Reformation entwickelte sich langsam ein Schulwesen, vorwiegend mit dörflichen Kleinschulen. Im Jahre 1919 wurde in Preußen und damit auch im Land Hannover, zu dem die Heidmark gehörte, die meist von Geistlichen nebenamtlich geführte Ortsschulaufsicht durch eine Schulaufsicht auf Kreisebene abgelöst. Kreisschulrat und Landrat wurden vom Regierungspräsidenten in Lüneburg beauftragt.
Öffentliche Volksschulen darunter auch „Einlehrerschulen“ in dünn besiedelten Gebieten, eine Mittelschule „für Knaben und für Mädchen“ in Walsrode, die höhere Privatschule in Ahlden (Aller), „ländliche Fortbildungsschulen für die männliche Jugend von 14 bis 18 Jahren“, „ländliche Fortbildungsschulen für Mädchen in Ahlden, Bomlitz und Riethagen-Hudemühlen“, eine sechsklassige „höhere Lehranstalt“ sowie mehrere Berufsschulen gab es in den 1930er Jahren. Die Berufsschulen unterstanden den Gewerbeschuldirektoren in Lüneburg und in Celle sowie dem Regierungspräsidenten.
Auswanderung
Viele Bewohner der Heidmark wanderten, besonders zwischen 1850 und 1900, in die Vereinigten Staaten von Amerika aus, darunter auch über 50-jährige, was die wirtschaftliche Not erkennen lässt. Ursachen hierfür waren zum einen ein einsetzender Strukturwandel, der die althergebrachte Heidebauernwirtschaft unrentabel machte, und gleichzeitig eine wachsende Bevölkerung, die der karge Boden kaum tragen konnte. Der Strukturwandel setzte insbesondere aufgrund der Verfügbarkeit von qualitativ hochwertigerer Wolle aus Übersee zu günstigeren Preisen und dem Aufkommen von Mineraldüngern. Die Wolle der Heidschnucken wurde damit unrelevant und die einst großen Schafherden verschwanden von den Bauernhöfen. Gleichzeitig wurden durch die Abgabenbefreiung und die „Entkoppelung“, der Aufteilung von ehemals gemeinsam genutzten Flächen, Grundlagen für das Eigentum der jeweiligen Bauernhöfe geschaffen. Gleichzeitig verloren damit ärmere Bevölkerungsgruppen ihre Arbeit.
Brauchtum
Die Menschen auf den Bauern- und Gutshöfen lebten eng verwurzelt in ihren Traditionen. In den Spinnstuben wurde von November bis Ende März nicht nur gemeinsam gesponnen, sondern auch das Brauchtum und die alten Volkslieder gepflegt. Es gab Ernte-, Winter- und Feiertagsbräuche. Höhepunkte im geselligen Leben der Heidmark waren die Schützenfeste. Zum Brauchtum im Jahreslauf gehörte das Neujahrssingen und -schießen sowie das Sternsingen am Dreikönigstag (6. Januar). An Pauli Bekehrung (25. Januar) sollte nachts um 12 Uhr das Bettkissen umgedreht und dabei gesagt werden:
In der Nacht zu Sankt Pauli-Bekehrung

Dreh ich mein Kissen herum.

Wer mein Mann wird sein

Das fällt mir im Traume ein
Am 1. März wurden „die Flöhe weggebracht“. Das Eiersuchen am Abend vor Ostern war den „Jungkerls“ vorbehalten. Am Ostersonntag wurde von den jungen Mädchen vor Sonnenaufgang „Osterwasser“ geholt. Nach Ostern fand der Dienstbotenwechsel statt. Zu Pfingsten stellten die „Jungkerls“ ihren Mädchen einen Pfingstbaum vor das Haus.
Aberglaube war weit verbreitet. Manche alte Sage oder Legende kreist um die Vorstellung, der Geist des Menschen fände keine Ruhe im Grabe, und überall im Dorfe erscheine seine Lichtgestalt. Mit Besprechen hielt man den „bösen Blick“ fern oder versuchte, Kranke und „Säufer“ zu heilen.

### Kulturelle Aspekte
Touristische Wertschätzung

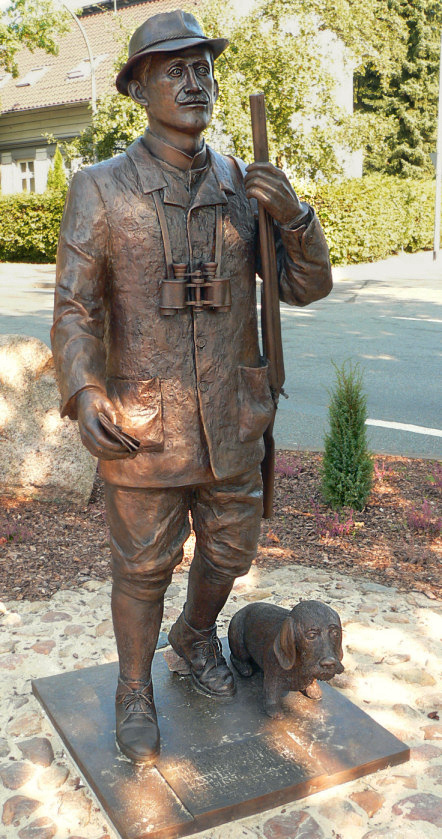
Hermann Löns, Bronzestatue am Heidemuseum Walsrode

Die Heidmark begann im 19. Jahrhundert, zu einem touristischen Ziel zu werden, besonders, nachdem die stille Landschaft der Heidebauern durch Literaten weithin bekannt geworden war, etwa durch Hermann Löns oder Friedrich Freudenthal. Früh bekannt waren die Steilhänge der Lieth bei Fallingbostel (als das „Thüringen der Heide“), die Erholungsanlagen von Achterberg und auch der Steilhang der Eckernworth in Walsrode.
Kulturlandschaftliche Entwicklung
Ähnlich früh waren auch die ersten Anfänge der Industrialisierung (in Bomlitz seit 1815), in deren Gefolge die Region auch Anschluss an das Eisenbahnnetz erhielt. Soltau erhielt 1873 Anschluss an die Amerikalinie, und 1890 wurde die Strecke Hannover – Walsrode – Visselhövede eröffnet, aus der die heutige Linie der Heidebahn hervorging. Der starke Wandel des Landschaftsbildes durch die großen Aufforstungen gegen Ende des 19. Jahrhunderts und durch die sogenannten Verkoppelungen der teilweise kleinteiligen Ackerfluren betraf noch gleichermaßen die westliche wie die östliche Heidmark.
Literarische Rezeption

Friedrich und August Freudenthal

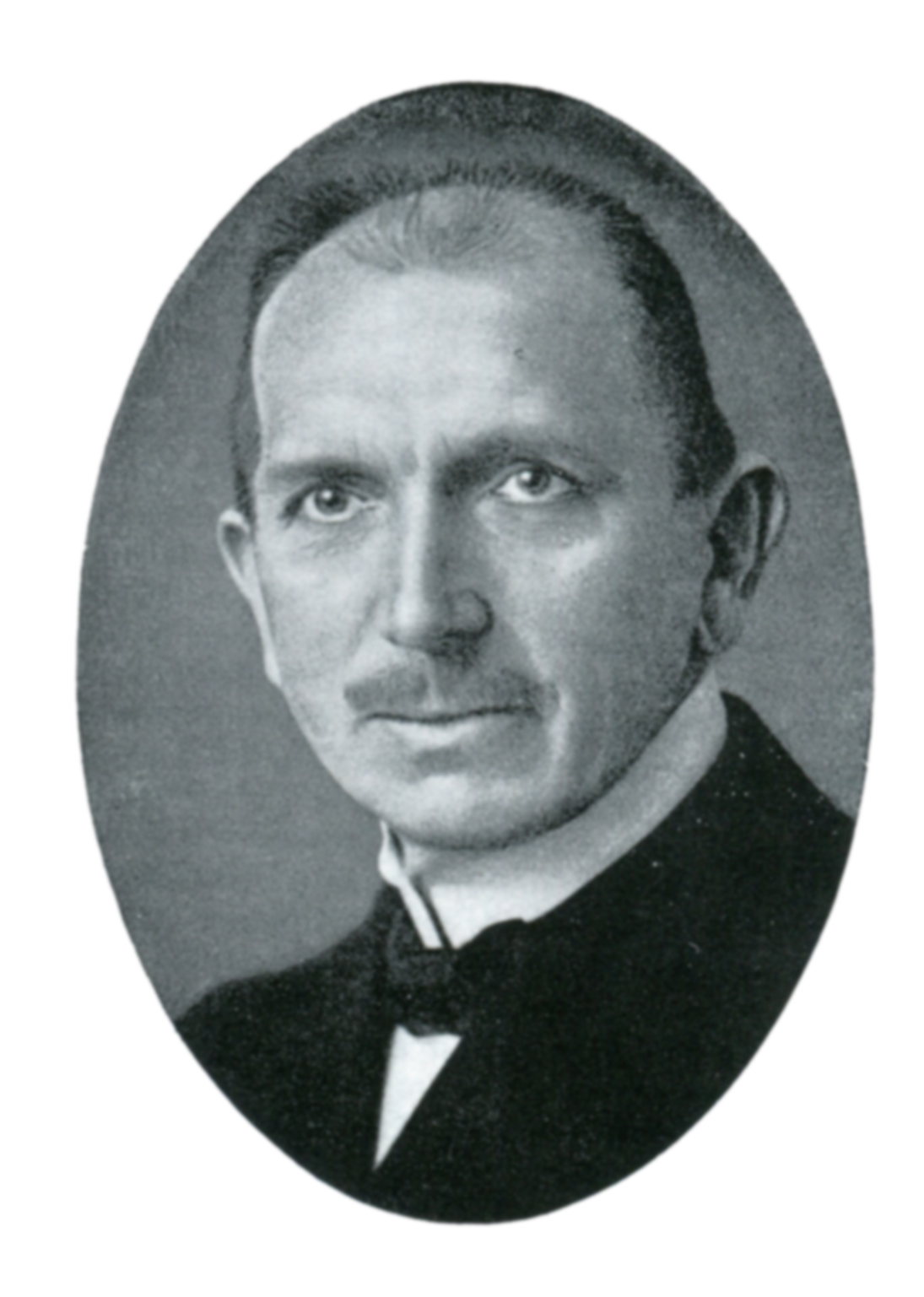
Heinrich Eggersglüß
(10. März 1875 – 6. Juli 1932)

Die Lüneburger Heide und insbesondere auch die Heidmark hatte es dem Journalisten und späteren Schriftsteller und Dichter Hermann Löns angetan. Mit seinen Geschichten, Romanen und Gedichten gilt Löns als derjenige, der die Heidelandschaft für die allgemeine Wahrnehmung „entdeckte“. Die Heide wurde Löns zur zweiten Heimat.
Eng verbunden mit der Heidmark und der Lüneburger Heide ist auch der Heimatschriftsteller Friedrich Freudenthal. Geboren am 9. Mai 1849 in Bad Fallingbostel wuchs er in Fintel bei seinen Großeltern auf. Friedrich Freudenthal hat umfangreiche Werke geschrieben, darunter viele plattdeutsche Geschichten. Er verstarb am 9. März 1929.
Auch als der aus Untereinzingen stammende Dichter Heinrich Eggersglüß in Braunschweig lebte und arbeitete, war das Thema seiner Gedichte und Geschichten häufig die heimatliche Heidmark. In Dorfmark setzte man Eggersglüß ein Denkmal und benannte eine Straße nach ihm.
Erinnerung an die Hohe Heidmark
Bei Ostenholz wurde anlässlich der Räumung der Gemeinden im Jahr 1936 der Hohe Stein zu einem Gedenkstein umgearbeitet. Im Liethwald von Bad Fallingbostel erinnert der Hof der Heidmark an die bäuerliche Lebenswelt der Hohen Heidmark. In Bad Fallingbostel gibt es außerdem eine Heidmarkstraße und die Heidmarkhalle. In Wunstorf sind Straßen benannt nach den alten Heidmark-Dörfern Hasselhorst, Hohne, Einzingen, Manhorn und Achterberg.

### Baudenkmale und Sehenswürdigkeiten
- in Bad Fallingbostel:
  - Museum der Archäologischen Arbeitsgemeinschaft e. V.
Im Megalithpark Osterberg sind große Steine ausgestellt, die Eismassen während der Eiszeiten aus Skandinavien in die Heidmark schoben.
  - der Hof der Heidmark mit Rummelsburger Heimatstube als Fachhallenhaus im Liethwald
  - die evangelische St.-Dionysius-Kirche im Stadtzentrum
  - das Quintus-Denkmal an der St. Dionysius-Kirche
- in Oerbke:
  - Friedhof der Namenlosen, eine Kriegsgräberstätte, in der rund 30.000 sowjetische Kriegsgefangene des Zweiten Weltkriegs in Massengräbern begraben wurden
- in und nahe Ostenholz:
  - Fachwerkkirche mit hölzernem Turm aus dem Jahre 1724
  - Sieben Steinhäuser, Großsteingräber der Jungsteinzeit im Süden des Truppenübungsplatzes
- in Wense:
  - Gutskapelle, prachtvolle Kirche aus dem Jahr 1558
- in Vierde:
  - Bronzezeitliche Grabanlage
- in Dorfmark:
  - die evangelische St.-Martins-Kirche
  - das Grab von Erich von Manstein
- in Fahrenholz:
  - Bronzezeitliche Hügelgräber
  - Jungsteinzeitliches Großsteingrab in Richtung Krelingen

## Literatur

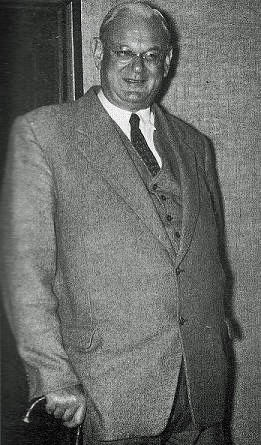
Hans Stuhlmacher